# Lobster (Fernsehserie)
Lobster ist eine 6-teilige Kriminalserie, die ab dem 25. Februar 1976 in 14-tägigem Abstand im Abendprogramm der ARD erstausgestrahlt wurde. Produziert wurde sie von der Bavaria Atelier GmbH.

## Inhalt
Privatdetektiv Lobster ermittelt – wenn überhaupt, denn sein liebstes Möbelstück ist sein Bett – oftmals am Rande der Legalität. Meist sind die Fälle in besseren Kreisen angesiedelt und werden ihm von Kommissar Korn anvertraut, da sie außerhalb des Kompetenzbereichs der Polizei liegen.

## Sonstiges
Den größten Wirbel verursachte Lobster bereits lange vor seiner Ausstrahlung. Die Idee zur Serie hatte Regisseur Hans W. Geissendörfer. Er gab seinem Titelhelden den englischen Namen Lobster, zu deutsch Hummer, da er eine harte Schale hat, ansonsten aber friedlich ist und nur wenn er gereizt wird, hart zupackt. Gemeinsam mit Klaus Bädekerl schrieb Geissendörfer sechs Drehbücher. Der Westdeutsche Rundfunk (WDR) befürchtete jedoch zu hohe Produktionskosten und beauftragte Karl Heinz Willschrei, neue Bücher zu verfassen. Gemeinsam mit Peter Berneis entstanden fünf Skripte, Geissendörfers Buch zur ersten Folge wurde umgeschrieben. Anschließend begab sich Willschrei auf einen längeren Spanien-Aufenthalt, und Geissendörfer begann mit den Dreharbeiten. Nach Willschreis Rückkehr war dieser von den ersten drei Episoden alles andere als begeistert:

„Das ist alles so blöd und unsinnig. Geissendörfer hat sich da einen Detektiv ausgedacht, der wie ein Gammler lebt. Das wirkt alles so unglaubwürdig. Mit Sicherheit ziehe ich meinen Namen für die 6. Folge zurück. Mit diesen geschmacklosen und peinlichen Szenen will ich nichts zu tun haben. Geissendörfer hat etwas völlig anderes verfilmt, als ich geschrieben habe. Er hat versucht mein Buch so umzuschreiben, wie er schreiben würde, wenn er schreiben könnte.“

Geissendörfer warf Willschrei seinerseits vor, nur unvollständige Bücher abgeliefert zu haben. Rückendeckung erhielt er dabei bis zu einem gewissen Grad vom damaligen WDR-Dramaturgen Günter Rohrbach:

„Ich halte Geissendörfer für einen sehr guten Regisseur. Ob wir ihm aber nochmal sechs Krimifolgen geben würden, ist eine andere Frage...“

Geissendörfer prophezeite mit dieser Figur „eine große Wende bei den Fernsehkrimis“ und dass man „nach und nach vom alten abgeschlafften Krimischema wegkommen“ werde. Bei Kritikern konnte sich die Serie nicht durchsetzen.
Die Serie wurde 1978/79 und 1991 wiederholt und ist auf DVD erschienen.

## Episodenliste
| Nr. | Erstausstrahlung | Titel         | Gastschauspieler (Auswahl) |
| --- | ---------------- | ------------- | --- |
| 1   | 25. Februar 1976 | Der Einarmige | Heinz Bennent, Lisa Kreuzer, Wilfried Klaus, Anne Bennent, Alexander Golling, Mathias Hell, Heinz Werner Kraehkamp, Axel Scholtz |
| 2   | 10. März 1976    | Zwei Fliegen  | Herbert Fleischmann, Andrea Jonasson, Janis Kyriakidis, Despina Pajanou                                                          |
| 3   | 24. März 1976    | Stirb!        | Richard Münch, Gisela Uhlen, Tilly Breidenbach, Irm Hermann, Günther Stoll, Ulrike Luderer, Ingrid Resch                         |
| 4   | 7. April 1976    | Handschellen  | Walter Kohut, Gunther Malzacher, Imo Heite, Katharina Seyferth, Hannes Gromball                                                  |
| 5   | 21. April 1976   | Blut          | Louise Martini, Gunther Malzacher, Dieter Traier, Angelika Bender, Heidy Forster, Leon Rainer                                    |
| 6   | 5. Mai 1976      | Das Kind      | Ivan Desny, Jürgen Schornagel, Mascha Gonska, Oliver Lentz                                                                       |